# Чаплин, Блонди
Бло́нди Ча́плин (англ. Blondie Chaplin; при рождении Те́рренс Уи́льям Ча́плин, англ. Terrence William Chaplin; род. 7 июля 1951 года, Дурбан, провинция Натал, Южно-Африканский Союз) — южноафриканский и американский рок-музыкант, вокалист и гитарист. Приобрёл популярность как вокалист и бас-гитарист южноафриканской рок-группы The Flames, а стал известен на международном уровне как участник американской рок-группы The Beach Boys (1972—1973), исполнив роль вокалиста и бас-гитариста в альбомах Carl and the Passions – “So Tough” и Holland. Также он был многолетним бэк-вокалистом, перкуссионистом и ритм-гитаристом британской рок-группы The Rolling Stones (1997—2011). Чаплин выпустил два сольных альбома, Blondie Chaplin (1977) and Between Us (2006).

## Биография
Родился 7 июля 1951 года в Дурбане в семье цветных. Вырос в районе Мельбурн-Флэтс, где существовала творческая среда для начинающих музыкантов и групп. Прозвище «Блонди» появилось в юности, когда друзья Чаплина сравнили его манеру игры в футбол на поле с манерой игры известного футболиста своего времени Блонди Кэмпбелла, который выступал за команду Aces United.
В ранние годы Чаплин был вокалистом кейптаунской рок-группы Wild Things, в составе которой он играл на лид-гитаре. Также Чаплин работал с Chayn Gang (дурбанская группа Джека Момпла), The Kittens и Wild Cats, прежде чем к нему пришли братья Фатаар с приглашением вступить в их группу The Flames. Как и его друг Рики Фатаар несколькими годами раннее, Чаплин в итоге стал постоянным участником группы The Flames, к которой оба музыканта присоединились в возрасте 9 и 14 лет соответственно. Чаплин занял место прежнего вокалиста Митчелла Дювала; одновременно тогда же он начал играть на бас-гитаре на постоянной основе. Позднее блогер Бинг Кинси в статье про группу напишет, что со своим вступлением в группу «Блонди привнёс новое измерение благодаря своему душевному пению. Также он стал отличным гитаристом, который делил со Стивом партии лид-гитары».
По поводу своих музыкальных влияний Чаплин высказывался следующим образом: «Я очень ритмичен. Я был под большим влиянием зулусов и я довольно хорошо разговаривал на их языке. Я играл на ритм-гитаре, фортепиано и других инструментах наподобии этих». Среди музыкальных влияний у Чаплина были выдающиеся исполнители ритм-н-блюза и соула, такие как Отис Реддинг и Уилсон Пикетт. Отец Чаплина, Генри Чаплин, который сам был музыкантом, играл на банджо, однако он не смог приучить своего сына к данному инструменту. Хотя сам Чаплин впоследствии сожалел о том, что не проводил со своим отцом больше времени, он остался благодарен ему за то, что отец «научил его радостям музыки» посредством совместного регулярного прослушивания различных песен.
Конец 1960-х годов стал временем творческого расцвета группы The Flames в Южной Африке. Они выступали в концертных залах по всей стране, а их пластинки занимали первые места в радиочартах у всех слоёв общества, как чёрных, так и белых. На пике своей популярности, когда они выпустили альбомы Burning Soul! и Soulfire!!! в 1967 и 1968 годах соответственно, The Flames прдеставляли собой одну из уникальнейших музыкальных групп страны, участники которой, включая Чаплина, были восточноиндийского происхождения. Музыканты сочетали в творчестве группы разные жанры музыки, такие как рок, соул, ритм-н-блюз и психоделический рок. Один из их альбомов, Soulfire!!! 1968 года, стал огромным хитом в стране: кавер-версия песни «Four Your Precious Love» Джерри Батлера, в которой Чаплин исполнил лид-вокал, возглавляла местные хит-парады в течение тринадцати недель.

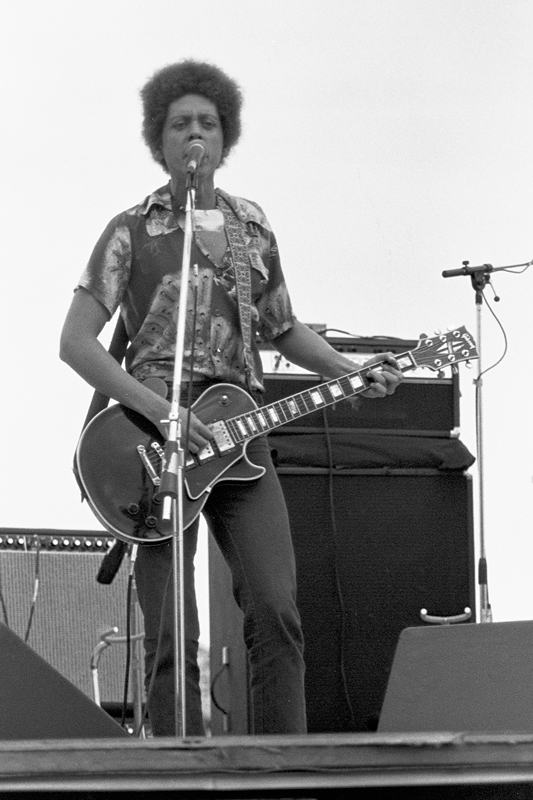
На концерте Вудсток-Реюнион (1979, Б) в Брукхейвене, 8 сентября 1979 года

В июне 1969 года Карл Уилсон из The Beach Boys посетил выступление группы The Flames, которое проходило в клубе «Club Blazers» в Лондоне. Впечатлённый тем, что он увидел, Карл пригласил группу в США, чтобы подписать контракт с лейблом Brother Records, который принадлежал группе. Чаплин вспоминал, что Алан Джардин был первым, кто зашёл в зал клуба, заинтересовался и затем попросил Карла посмотреть на выступление The Flames. Потом, когда они оценили их выступление, Чаплин получил личный звонок от менеджера The Beach Boys Джека Райли. Как Чаплин рассказывает дальше, «он спросил, не хочу ли я поиграть с ними. Я был на юге Африки, и там было достаточно жутко. Появилась свобода широко дышать и играть музыку. Мне подвернулась хорошая возможность снова взглянуть на мир. Так что я согласился. <...> В итоге я покинул Южную Африку и уже на следующий день играл на бас-гитаре в Люксембурге».
С 1970 по 1971 год группа The Flames, в числе которых Чаплин выступал с бас-гитарой, играла на разогреве концертов The Beach Boys. Позднее, по предложению Карла Уилсона и менеджера группы Джека Райли, Фатаар и Чаплин, которые активно участвовали в записях песен, стали официальными членами группы. 29 февраля 1972 года, вскоре после присоединения Чаплина к группе осенью 1971 года, группа провела пресс-конференцию в Лондоне, на которой объявила о пополнении в своём составе. На протяжении последующих полутора лет Чаплин был вокалистом на нескольких песнях The Beach Boys на альбомах группы Carl and the Passions – "So Tough" и Holland, а также играл на концертном альбоме The Beach Boys in Concert. «Sail On, Sailor» из альбома Holland, где он исполнил лид-вокал и сыграл на бас-гитаре, стала его фирменной песней.
Чаплин покинул The Beach Boys в декабре 1973 года в результате многочисленных конфликтов с новым менеджером группы Стивом Лавом, братом Майка Лава, который пришёл на замену ушедшему Джеку Райли. С самого начала между ним и Чаплином возникли трения, которые достигли своей кульминации на концерте в Медисон-сквер-гарден в Нью-Йорке 19 декабря 1973 года. После того, как Стив Лав в результате очередного спора ударил Чаплина, тот навсегда покинул группу.
С этого момента Чаплин полностью погрузился в музыкальную индустрию, выпустив эпонимичный сольный альбом на Asylum Records в 1977 году и появляясь на протяжении 1980-х и 1990-х годов в различных ролях на записях и концертах Антона Фига и Рика Данко. Также он принял активное участие в трибьют-проекте, который посвящён группе The Byrds вместе с Джином Кларком, Дэвидом Йохансеном, Дженнифер Уорнс и многими другими.
Чаплин присоединился к канадской рок-группе The Band в тот момент, когда они проводили свои первые гастроли после смерти Ричарда Мануэля в 1986 году. Исполняя вокальные партии Ричарда вместе с параллельной игрой на лид-гитаре и барабанах, Чаплин оставался с группой до окончания тура в конце того же года. Также Чаплин участвовал в записи первого сольного альбома Рика Данко, а также сыграл в альбоме группы The Band High On The Hog 1996 года. В начале 1980-х годов Чаплин работал вместе с Риком Данко и участниками группы The Byrds, участвуя в туре группы, посвящённом их воссоединению.
Чаплин гастролировал с бывшим гитаристом The Rolling Stones Миком Тейлором и выступил в его концертном альбоме Stranger in This Town. Начиная с 1997 года, с записи и выпуска альбома Bridges to Babylon, а также последовавшего тура в его поддержку, в течение последующих 15 лет Чаплин выступал в качестве бэк-вокалиста, перкуссиониста и бэк-гитариста The Rolling Stones в студии и на гастролях.
Когда остававшиеся в живых (на тот момент) трое участников The Flames дважды воссоединялись для нескольких совместных концертов по Южной Африке, Чаплин также принимал активное участие в них, исполняя роль вокалиста, а также играя свои партии на лид- и ритм-гитарах на концертах.
В конце 2013 года Чаплин выступал на концертах бывшего участника группы The Beach Boys Брайана Уилсона, а также на концертах гитариста-виртуоза Джеффа Бека. Также Чаплин появился в альбоме Уилсона 2015 года No Pier Pressure, на котором он исполнил вокал в песне «Sail Away», а затем в том же году вместе с Аланом Джардином отправился в гастрольное турне, в котором Сиксто Родригес выступал как открывающий исполнитель.

## Признание в составе The Beach Boys
29 сентября 2017 года Эл Гомес и Конни Уотрус из Big Noise вручили Чаплину памятную доску от Университета им. Роджера Уильямса в театре Zeiterion в Нью-Бедфорде (Массачусетс). Чаплин ответил на своё награждение следующим образом: «Я много играл в этих местах в 1971 году, и я рад, что я буду увековечен таким образом». Мемориальная доска посвящена концерту группы The Beach Boys 22 сентября 1971 года в гостинице «Рамада Инн» в Портсмуте, Род-Айленд (сейчас это гостиница и конференц-центр «Бэйпойнт Инн»). Этот концерт стал первым в истории выступлением Чаплина и Фатаара в качестве официальных участников The Beach Boys, что изменило концертный и звукозаписывающий состав группы, а также превратило её в мультикультурную группу.

## Дискография
| Год выхода | Общая информация |
| ---------- | --- |
| 1977       | Blondie Chaplin - Год выхода: 1977 - Лейбл: Asylum Records - Песни: Bye Bye Babe; Can You Hear Me; Crazy Love; Woman Don't Cry; Loose Lady; Be My Love; Lonely Traveller; Riverboat Queen; Say You Need Me; For Your Love; Gimme More Rock 'N' Roll |
| 2006       | Between Us - Год выхода: 2006 - Лейбл: Big Karma Records - Песни: Between Us; Heal The Rage; Hurricane; So Hard; Mother Smother; Children of War; Love Power; Heads on Fire; Love You Till I Die; Crawl                                             |

Другие песни и видеоматериалы, в которых участвовал Блонди Чаплин:
- The Flames[англ.] – That's Enough, 1967
- The Flames – Burning Soul!, 1967
- The Flames – Soulfire!!, 1968
- The Flames – The Flame[англ.], Brother Records, 1970
- The Beach Boys – Carl and the Passions – “So Tough”, 1972
- The Beach Boys – Holland, 1973
- The Beach Boys – The Beach Boys in Concert, 1973
- Дэвид Йохансен[англ.] – Here Comes The Night, Blue Sky Records, 1981
- Пол Баттерфилд – The Legendary Paul Butterfield Rides Again, Amherst Records, 1986
- Антон Фиг – In The Groove, DVD, 1994
- The Rolling Stones - Bridges to Babylon: бас-гитара, бэк-вокал, маракасы (песня 3), пианино (песни 4, 13), тамбурин (песня 11)
- Блонди Чаплин – Fragile Thread, не выпущен (однако циркулирует в виде бутлегов), 2001
- Антон Фиг – Figments, 2002 (с Брайаном Уилсоном на подпевках в песне "Hand on My Shoulder", одна из нескольких песен в альбоме, сочинённая Чаплиным с Фигом)
- The Rolling Stones - A Bigger Bang: вокал (7, 16), 2005
- Рик Данко[англ.] – Cryin' Heart Blues, 2005
- Ронни Вуд - I Feel Like Playing: бэк-вокал (песни: 3, 5, 8), 2010
- Лу Палло из трио Лес Пола – Thank You Les / Tribute to Les Paul, CD & DVD 2012
- Бет Харт и Джо Бонамасса – Seesaw, 2013
- Бет Харт и Джо Бонамасса – Live in Amsterdam, CD & DVD, 2014
- Брайан Уилсон – No Pier Pressure[англ.], 2015
- Кит Ричардс - Crosseyed Heart, 2015: бэк-вокал (песни: 11–13, 15)
- The Rolling Stones - No Security San Jose '99, 2018
- The Rolling Stones - Bridges To Bremen, 2019
- The Rolling Stones - Live On Copacabanna Beach, 2021
- The Rolling Stones - Licked Live In NYC, 2022